# Col de Peyresourde
Il Col de Peyresourde (in occitano: Còth de Pèira Sorda) (altitudine 1.568 m s.l.m.) è un valico dei Pirenei centrali al confine tra il dipartimento dell'Alta Garonna e degli Alti Pirenei in Francia, posto sulla strada D618 tra Bagnères-de-Luchon e Arreau.

## Caratteristiche
Partendo da Bagnères-de-Luchon (est), il Col de Peyresourde è lungo 15,2 km. Su questa distanza, il dislivello è di 939 m (con una pendenza media del 6,1%). Nei tratti più ripidi la pendenza raggiunge il 9.3%.
Partendo da Armenteule (ovest), la salita è lunga 8,3 km. Su questa distanza, il dislivello è di 629 m (con una pendenza media del 7,6%). Su questo lato del passo pirenaico sono poste ogni chilometro pietre miliari per i ciclisti. Indicano l'altezza attuale, la distanza dalla vetta e la pendenza media nel chilometro successivo.

## Tour de France
Il Col de Peyresourde è stato scalato per la prima volta al Tour de France nel 1910 e da allora è apparso frequentemente. Il primo ciclista ad essere transitato come leader in vetta è stato Octave Lapize.
Nel 2007, il Tour de France ha valicato il Col de Peyresourde nella tappa 15, unendosi alla salita di Saint-Aventin (5,5 km da Bagnères de Luchon) dopo essere scesi dal Port de Balès. Questa tappa è stata selezionata per L'Étape du Tour 2012, in cui ciclisti dilettanti e di club percorrono un'intera tappa del Tour.
Il colle è stato scalato due volte nel Tour de France 2012, prima nella tappa 16 da Pau a Bagnères-de-Luchon, quando è stata classificata come salita di categoria 1, e di nuovo il giorno successivo, con arrivo alla vicina stazione sciistica di Peyragudes. È stato affrontato di nuovo nel 2016 sulla tappa 8, sul classico tracciato da Pau a Bagnères-de-Luchon, che ha visto il vincitore finale della gara Chris Froome attaccare in discesa dalla cima del Colle cogliendo molti dei suoi principali rivali alla sprovvista, con conseguente vittoria di tappa in solitaria.
| Anno | Tappa | Categoria | Primo al passaggio         | Versante |
| ---- | ----- | --------- | -------------------------- | -------- |
| 2021 | 17    | 1         | Anthony Turgis (FRA)       | Est      |
| 2020 | 8     | 1         | Nans Peters (FRA)          | Est      |
| 2019 | 12    | 1         | Tim Wellens (BEL)          | Est      |
| 2017 | 12    | 1         | Mikel Nieve (ESP)          | Est      |
| 2016 | 8     | 1         | Chris Froome (GBR)         | Ovest    |
| 2014 | 17    | 1         | Vasil Kiryienka (BLR)      | Est      |
| 2013 | 9     | 1         | Thomas De Gendt (BEL)      | Est      |
| 2012 | 16    | 1         | Thomas Voeckler (FRA)      | Ovest    |
| 2010 | 16    | 1         | Sylwester Szmyd (POL)      | Est      |
| 2008 | 9     | 1         | Sebastian Lang (DEU)       | Est      |
| 2007 | 15    | 1         | Alexander Vinokourov (KAZ) | Est      |
| 2006 | 11    | 1         | David de la Fuente (ESP)   | Ovest    |
| 2005 | 15    | 1         | Laurent Brochard (FRA)     | Est      |
| 2003 | 14    | 1         | Gilberto Simoni (ITA)      | Est      |
| 2001 | 13    | 1         | Laurent Jalabert (FRA)     | Est      |
| 1999 | 15    | 1         | Alberto Elli (ITA)         | Est      |
| 1998 | 10    | 1         | Rodolfo Massi (ITA)        | Ovest    |
| 1995 | 15    | 1         | Richard Virenque (FRA)     | Est      |
| 1994 | 12    | 1         | Roberto Torres (ESP)       | Est      |
| 1993 | 16    | 1         | Claudio Chiappucci (ITA)   | Est      |
| 1989 | 10    | 1         | Robert Millar (GBR)        | Ovest    |
| 1988 | 15    | 1         | Steven Rooks (NED)         | Est      |
| 1986 | 13    | 1         | Bernard Hinault (FRA)      | Ovest    |
| 1983 | 10    | 1         | Robert Millar (GBR)        | Ovest    |
| 1981 | 6     | 1         | Bernard Hinault (FRA)      | Est      |
| 1980 | 13    | 1         | Raymond Martin (FRA)       | Ovest    |
| 1979 | 3     | 2         | Bernard Hinault (FRA)      | Est      |
| 1976 | 14    | 1         | Luis Ocaña (ESP)           | Est      |
| 1974 | 16    | 2         | Vicente López Carril (ESP) | Est      |
| 1972 | 8     | 2         | Lucien Van Impe (BEL)      | Ovest    |
| 1971 | 16    | 2         | Lucien Van Impe (BEL)      | Est      |
| 1970 | 18    | 2         | Raymond Delisle (FRA)      | Est      |
| 1969 | 17    | 2         | Joaquim Galera (ESP)       | Est      |
| 1964 | 16    | 2         | Julio Jiménez (ESP)        | Est      |
| 1963 | 11    | 2         | Federico Bahamontes (ESP)  | Ovest    |
| 1962 | 12    | 2         | Federico Bahamontes (ESP)  | Ovest    |
| 1961 | 17    | 2         | Imerio Massignan (ITA)     | Est      |
| 1960 | 11    | 1         | Kurt Gimmi (SUI)           | Ovest    |
| 1959 | 11    | 1         | Valentin Huot (FRA)        | Ovest    |
| 1958 | 14    | 1         | Federico Bahamontes (ESP)  | Ovest    |
| 1956 | 12    | HC        | Jean-Pierre Schmitz (LUX)  | Ovest    |
| 1955 | 17    | 2         | Charly Gaul (LUX)          | Ovest    |
| 1954 | 12    | 2         | Federico Bahamontes (ESP)  | Ovest    |
| 1953 | 11    | 2         | Jean Robic (FRA)           | Ovest    |
| 1952 | 17    | 2         | Antonio Gelabert (ESP)     | Est      |
| 1951 | 14    | 2         | Fausto Coppi (ITA)         | Ovest    |
| 1949 | 11    | 2         | Jean Robic (FRA)           | Ovest    |
| 1948 | 8     | 2         | Jean Robic (FRA)           | Ovest    |
| 1947 | 15    | 1         | Jean Robic (FRA)           | Est      |